# State of Decay
State of Decay – pierwsza gra komputerowa z serii State of Decay stworzona przez amerykańskie studio Undead Labs i wydana przez Xbox Game Studios 5 czerwca 2013 na Xbox 360 oraz 5 listopada 2013 na Windows. Gra jest połączeniem gry survivalowej z grą akcji osadzonym w postapokalitycznym otwartym świecie pełnym zombie.
Gra otrzymała dwa dodatki Breakdown i Lifeline, które 28 kwietnia 2015 znalazły się w odświeżonej wersji gry o nazwie State of Decay: Year-One Survival Edition wydanej na Windows i Xbox One.
Gra otrzymała w większości pozytywne oceny i została uznana za jedną z lepszych gier survivalowych o tematyce zombie. Do 2 października 2014 liczba sprzedaży przekroczyła 2 mln sztuk.
Tytuł w 2018 doczekał się swojego sequela – State of Decay 2.

## Rozgrywka
Gra polega na sterowaniu grupą ludzi i przetrwaniu w brutalnym świecie opanowanym przez zombie. Początkowo gracz ma do wyboru jednego bohatera, do którego z czasem dołączają inni tworząc grupę ocalałych apokalipsę. Każda z postaci ma swoje unikalne umiejętności pozwalające na ich zastosowanie w różnych sytuacjach jak np. walka. Umiejętności można z czasem ulepszyć. W grze należy zbudować własną bazę oraz bronić się przed zombie i innymi grupami ocalałych.
W grze znajduje się kilka fabularnych zadań oraz zadania poboczne polegające np. na ratowaniu innych ludzi, odpieraniu ataku na inne przyjazne grupy, atakowanie wrogich grup czy eksploracja miejsc i poznawanie ich tajemnic. Gracz ma dużą swobodę podczas rozgrywki. Można wybrać dowolne miejsce na bazę, to jak będzie ona wyglądać oraz decydować, którą misję i w jakiej kolejności się wykona, lub która postać ma dołączyć do grupy.
W grze należy dbać także o zapasy poprzez zbieranie potrzebnych rzeczy jak broń, żywność, paliwo czy materiały budowlane. Z czasem niektóre zasoby można wytwarzać samemu np. poprzez hodowlę roślin lub zdobywać je poprzez handel z innymi społecznościami. Gracz steruje jedną postacią, którą może zmieniać oraz wydawać polecenia innym, których wykonaniem zajmie się sztuczna inteligencja.
W grze znajdują się także samochody, których posiadanie ułatwia eksplorację świata. Poza bazą, można posiadać także inne lokacje dające różne efekty np. elektrownia będzie dostarczać prąd, budynek mieszkalny doda dodatkowe miejsca do noclegu a wieża telekomunikacyjna da połączenie z innymi grupami ludzi poprzez radio.

## Historia
Grę pierwszy raz ujawniono w 2011, lecz oficjalnie zapowiedziana została przez dopiero w lipcu 2012 i początkowo nosiła roboczą nazwę Class3. Tytuł planowano wydać tylko na konsolę Xbox 360 w ramach usługi Xbox Live Arcade, jednak po licznych prośbach fanów oraz zaakceptowaniu pomysłu przez wydawcę Microsoft Game Studios, finansującego grę w ramach prawa do marki, twórcy zdecydowali się na wydanie gry także na Windows. Silnikiem gry miał być CryEngine 3.
22 sierpnia 2012 na oficjalnej stronie twórców gry opublikowane zostały materiały zwiastujące tytuł, w tym pierwszy zwiastun. Ogłoszono także nazwę gry oraz zawarcie w niej otwartego świata. 27 sierpnia 2012 twórcy opublikowali kolejne materiały. Zaprezentowane zostały niektóre elementy gry m.in. budowa schronienia, interfejs oraz wygląd menu. 23 grudnia 2012 zaprezentowano film z wersją beta gry. Na targach PAX East 2013 twórcy zaprezentowali grywalną wersję gry, a wraz z tym nowe opcje. W kwietniu 2013 twórcy wydali kolejny zwiastun gry oraz ogłosili planowaną datę premiery, którą miał być czerwiec 2013. Twórcy stwierdzili, że tematem przewodnim tytuły będzie klasyczna narracja o zombie. Zapewnili, że wyróżniać ją będzie rozgrywka, która nie będzie skupiać się na walce z zombie, lecz na społeczności ocalałych i próbie odbudowy przez nich funkcjonującego społeczeństwa.
Przez zmiany klasyfikacji gier jakie weszły w Australii gra miała nie zostać dopuszczona na rynek m.in. przez występowanie w niej narkotyków jak metadon, morfina i amfetamina przez co twórcy gry musieli dokonać specjalnych zmian by gra mogła być sprzedawana również na australijskim rynku. Undead Labs dzień przed premierą poinformowało, że gra trafi do sprzedaży 5 czerwca 2013 w wersji na Xbox 360. W dniu premiery udostępniona została także darmowa wersja demo a Microsoft Studios zorganizowało specjalnego live-a na platformie Twitch trwającego godzinę z prezentacją nowej gry.
Po pierwszych 48 godzinach od premiery tytuł zaczął otrzymywać bardzo pozytywne oceny i sprzedał się w ilości ponad 250 tysięcy sztuk, co było drugim wynikiem w takim czasie w Xbox Live. Lepszym wynikiem sprzedażowym mógła poszczycić jedynie się gra Minecraft. 18 czerwca 2013 twórcy poinformowali o półmilionowej sprzedaży gry, oraz o dalszych pracach nad wydaniem tytułu na Windows. Twórcy zapowiedzieli także wydanie łatki, poprawiającej błędy.
Twórcy planowali dodać do gry wieloosobowy tryb kooperacyjny, lecz przez fakt, że wymagało by to przebudowę silnika gry, z planów tych zrezygnowano i zapowiedziano umieszczenie takiego elementu gry w sequelu. 17 lipca 2013 twórcy udostępnili nowe informację na temat wersji gry na Windows. Gra miała zadebiutować w ramach wczesnego dostępu na platformie sprzedażowej Steam. State of Decay miał dostać także różne usprawninia graficzne oraz wsparcie dla modyfikacji. Podzielono się także planami na przyszłe aktualizację oraz planami wydania dodatku dodającego nowy tryb piaskownicy, wolny od fabularnych treści. Nie podano dokładnej daty premiery pełnej wersji gry na Windows, lecz zapowiedziano, że będzie to przed końcem roku 2013 i początkowo nie będzie możliwości sterowania klawiaturą i myszą.
Wersja wczesnego dostępu trafiła do sprzedaży we wrześniu 2013 i już pod koniec miesiąca stała się najchętniej kupowaną grą na platformie Steam. 5 października 2013 twórcy poinformowali o przekroczeniu miliona w ilości sprzedanych kopii oraz, że prace nad pierwszym dodatkiem Breakdown dobiegają końca. Wydanie dodatku planowane było na koniec października, jeżeli pozytywnie przejdzie proces certyfikacji przez Microsoft. Pełna wersja gry na Windows wyszła z wersji alfa i miała swoją premierę 5 listopada 2013. Dodatek Breakdown pomimo planów wydania na koniec października trafił na rynek dopiero 29 listopada 2013.
12 lutego 2014 twórcy gry zapowiedzieli na swoich mediach drugi dodatek Lifeline. Twórcy kilka tygodni później zdradzili więcej szczegółów na temat dodatków, jak fabuła osadzona w początkowych dniach apokalipsy zombie oraz bohater, który miał być żołnierzem. Dodatek został zaprezentowany w kwietniu 2014 na targach PAX East odbywających się w Bostonie a jego premiera została ogłoszona na czerwiec 2014. Twórcy gry zaprezentowali nowe rozszerzenie w godzinnym materiale na platformie Twitch ukazując wcześniej niezapowiedziane nowości. Premiera dodatku została przesunięta na 30 maja 2014, a wraz z tym został udostępniony kolejny zwiastun dodatku.
Na początku października 2014 gra osiągnęła sprzedaż w ilości 2 milionów. Po wyjściu nowej konsoli firmy Microsoft – Xbox One twórcy postanowili odświeżyć grę. Tytuł dostał ulepszoną grafikę, mechanizmy i animacje. Do gry dodano nowe rodzaje broni, pojazdów, ubrań, przedmiotów nowe lokacje, misje i postacie. Duński kompozytor Jesper Kyd stworzył nową muzykę. Odświeżona wersja wraz z dodatkami jako pełna kolekcja pod nazwą State of Decay: Year-One Survival Edition została wydana 28 kwietnia 2015 na Xbox One oraz ponownie na Microsoft Windows.

## Dodatki
Gra posiada dwa dodatki, które zostały wydane do podstawowej wersji gry na Windows i Xbox 360. W wersji State of Decay: Year-One Survival Edition wydanej ponownie na Windows oraz Xbox One w 2015 znajdują się oryginalnie w zawartości gry.

### Breakdown
Dodatek swoją premierę miał 29 listopada 2013. Rozszerzenie wprowadza do gry zwiększony poziom trudności, nowe rodzaje broni oraz nowe postacie. Dodatek nie posiada nowej fabuły i jest odpowiedzią na prośby fanów, którzy chcieli w grze większego wyzwania, nacisku na przetrwanie i mniejszego skupienia się na zadaniach fabularnych.

### Lifeline
Dodatek został wydany 30 maja 2014 i jest znacznie większy od swojego poprzednika. Akcja dodatku w przeciwieństwie do klasycznej wersji gry dzieje się parę dni po pojawieniu się zombie. Gracz wciela się w żołnierza przynależącego do Greyhound One, który zostaje wysłany do nowej lokacji – miasteczka Denforth, w celu ochrony grupy naukowców, którzy mogą być w posiadaniu wiedzy na temat stworzenia lekarstwa na wirus zombie. Poprzez fakt, że akcja rozpoczyna się krótko po rozpoczęciu się plagi z dalej istniejącą cywilizacją dostępne są nowe rodzaje broni, naloty bombowe i ostrzały artyleryjskie. Fabuła w dodatku jest mniej swobodna niż w oryginale gry, lecz gracz dalej może decydować np. o sposobie wykonywania zadań. Cały dodatek daje dodatkowe 4 do 6 godzin rozgrywki.

## Odbiór
Gra według serwisu agregującego recenzje gier – Metacritic otrzymała w wersji podstawowej w większości pozytywne oceny oraz średnie lub mieszane w nowszej wersji State of Decay: Year-One Survival Edition na wszystkich platformach. Krytycy uznali grę za jednego z lepszych przedstawicieli gatunku gier survival o zombie, lecz uznali, że gra jest bardzo typowa i nie ma w niej nic nowego i odkrywczego. Dodatkowo wiele osób doszukało się błędów. CD-Action stwierdziło: „Dla mnie to bardziej prototyp, demonstracja żywego otwartego świata i kilku sprytnych mechanik rozgrywki. Brakuje w nim prawdziwej gry, a z drugiej strony jest zbyt wiele różnych błędów, uciążliwości i powtarzalności.” Z kolei DarkStation wystawiło tytułowi najwyższą ocenę i opisało grę: „State of Decay to imponująca gra o otwartym świecie z zombie, która faktycznie może konkurować z hitowymi grami o tej tematyce, takimi jak Dead Island.” Sean O’Sullivan z Toronto Sun wystawiła grze ocenę 9/10 i napisała: „To kolejne pióro w kapeluszu Xbox Live Arcade i niezbędny zakup dla graczy szukających świeżego spojrzenia na znajomy temat.”
W wersji na Xbox One nie zostały naprawione niektóre błędy istniejące w poprzedniej wersji co wpłynęło negatywnie na oceny odświeżonej wersji. Roger Hargreaves z Metro GameCentral napisał „Na papierze brzmi jak ostateczna gra o zombie, ale po roku techniczne problemy są wciąż tak samo zepsute jak nieumarli wrogowie.” Z kolei Level7.nu napisało: „State of Decay mogłoby być ostatecznym doświadczeniem z zombie, i w pewnym sensie tak właśnie jest. Niestety, mnóstwo problemów technicznych i poważne błędy w grze bardzo utrudniają to doświadczenie. Szkoda, że deweloper nawet nie próbował naprawić niedociągnięć, z którymi borykała się wersja na Xbox 360.”
Gra już po pierwszych 48 godzinach sprzedała się w ilości 250 tysięcy egzemplarzy i stała się drugą, po Minecraft najlepiej sprzedającą się grą na Xbox Live. 18 czerwca 2013 gra sprzedała się już w ilości pół miliona kopii. 5 października 2013 gra osiągnęła sprzedaż w ilości miliona, a w październiku 2014 gra osiągnęła już sprzedaż w ilości 2 milionów. Gra jeszcze we wersji wczesnego dostępu na Steam stała się pod koniec września 2013 najczęściej kupowaną grą na tej platformie.